# Thaïs Henríquez
Thaïs Henríquez, född den 29 oktober 1982 i Las Palmas de Gran Canaria, Spanien, är en spansk konstsimmare.
Hon tog OS-silver i lagtävlingen i konstsim i samband med de olympiska konstsimstävlingarna 2008 i Peking.
Hon tog OS-brons i samma gren i samband med de olympiska konstsimstävlingarna 2012 i London.